# Vápenka

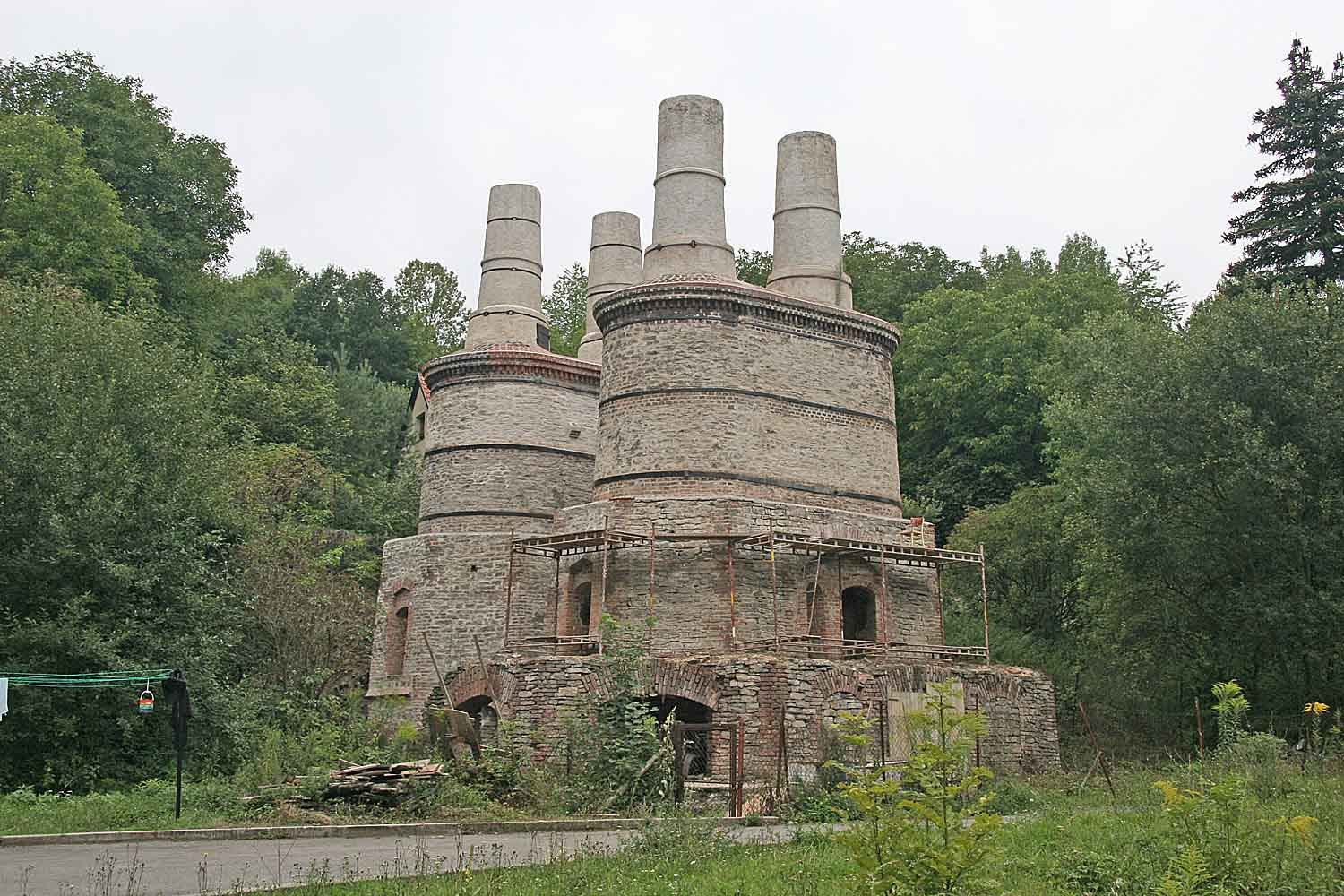
Pacoldova vápenka ve Velké Chuchli

Vápenka je soubor průmyslových technologických celků, kde hlavní roli zastává pec určená k výrobě vápna. Chemická rovnice popisující tuto reakci je CaCO3 + teplo → CaO + CO2

## Počátky pálení vápna

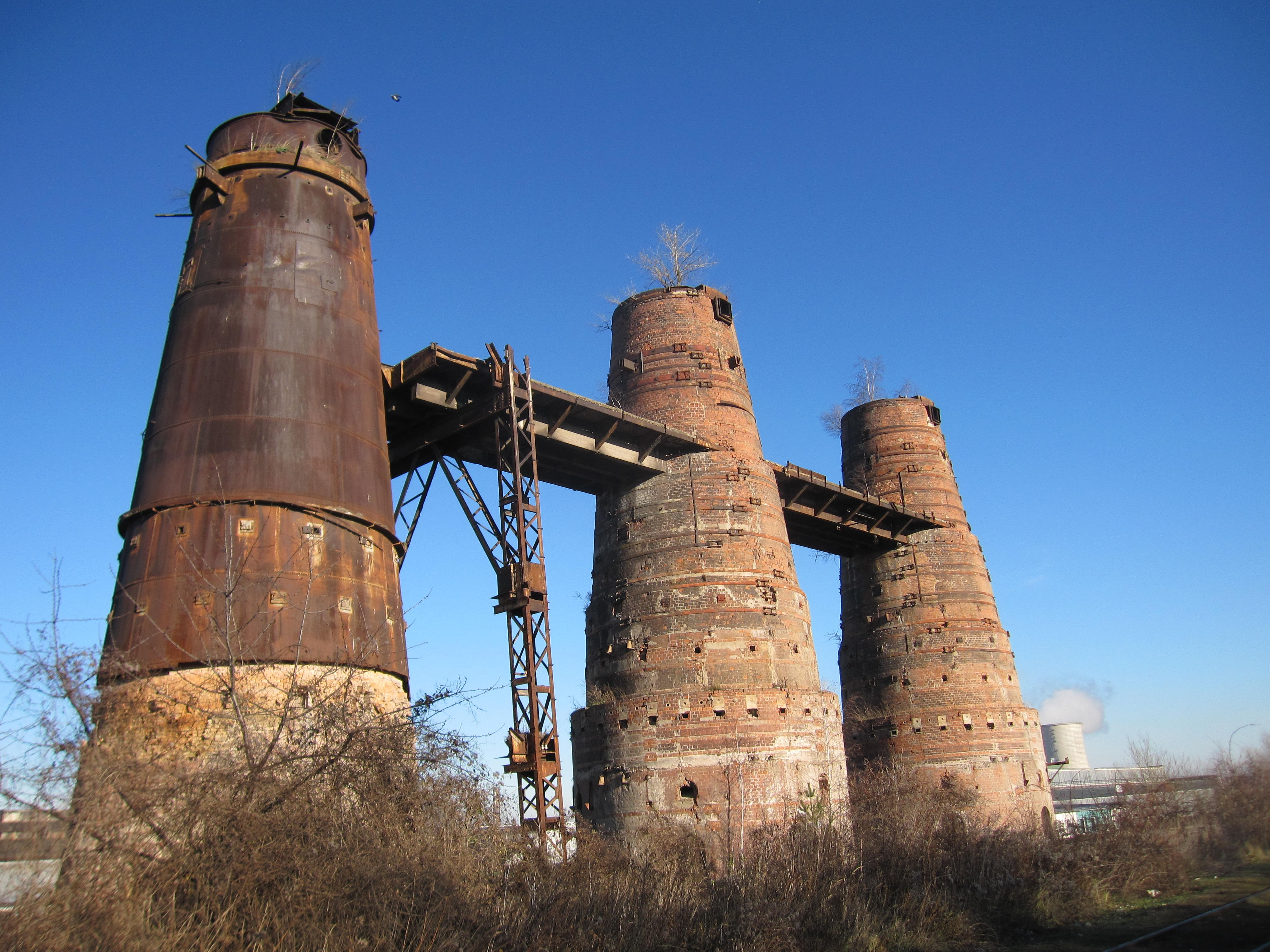
Pozůstatky vápenných pecí na Kladně

Vápno se používalo již ve starověku jako pojiva do malt i jako hnojiva. Znalost vápna spadá do doby 3000 let před naším letopočtem, kdy již Egypťané používali vápenné malty obsahující sádru. Pojivo se pravděpodobně vyrábělo pálením sádrovce s příměsí vápence, který se v Egyptě vyskytuje. Pálilo se v pecích, které byly v podstatě periodické šachtové pece. Féničané a Židé používali vápna pro pozemní stavby, Babyloňané znali směsné pojivo z vápna a popelové škváry a používali je pro vodní stavby. Poprvé se tak v historii objevuje hydraulické vápno, jehož výroba se později značně rozšířila. Vápno používali i staří Číňané, Řekové a Římané.

## Pálení vápna v Čechách a na Moravě

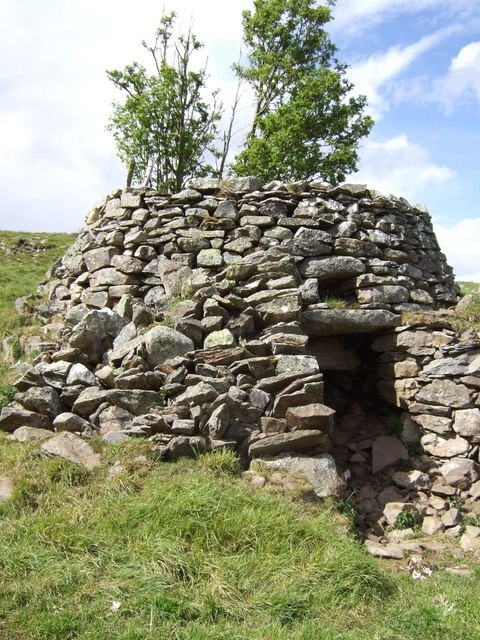
Jednoduchá selská vápenice

Ve středověku se rozšířila výroba vápna a jeho používání v celé Evropě. Pálení se nelišilo od starověkého způsobu, zvláště římského. Postupně se zaváděly trychtýřové pece s kulatým nebo elipsovitým průřezem. Pece se vyzdívaly cihlami a vytápěly se dřívím. Nejstarší pece v Čechách pocházejí z konce 10. století, kdy se pálilo vápno pro účely stavby knížecího hradu Boleslava I. a stavby Břevnovského kláštera.
K rozvoji pálení vápna docházelo v 13. a 14. století v souvislosti s výstavbou hradů a kamenných kostelů. V Čechách se pálilo např. v Braníku, Podolí, Radlicích či Zlíchově, na Moravě jsou záznamy vápenkách v Mokré, Vyškově, či Brně, byly zachovány pozůstatky vápenek v předpolí hradů Holštejn či Obřany. Pálení vápna se postupně rozvíjelo na celém území Čech a Moravy. Původně se pálilo v milířích a pecích typu milíře, později se začalo užívat pecí šachtových a kruhových shodně s vývojem vápenictví v Evropě. Drobnější výrobci však stále užívali jednodušší a méně nákladné trychtýřovité pece šachtové. Jednalo se např. o sedláky, kteří se v méně úrodných podhorských oblastech byli nuceni zabývat další činností. Tyto pece se také někdy nazývají jako "vápenice" či "selské vápenice" a pálilo se v nich v některých případech téměř až do poloviny 20. století.
K dalšímu rozvoji vápenictví došlo v 19. století, kdy byla potřeba hromadné produkce pro rozvíjející se stavební výrobu, zemědělství i cukrovarnictví. Byly stavěny různé typy moderních pecí a z původně řemeslné výroby se stalo samostatné průmyslové odvětví. Koncem 19. a na počátku 20. století vznikla řada vápenek. V Čechách byla roku 1872 vystavěna vápenice a cementárna v Berouně, v roce 1872 vápenice v Hlubočepích, o něco později vápenky v Sušici, Vápenném Podole, Litoměřicích, Železném Brodě a další. Na Moravě vznikly vápenky v Štramberku, Přerově, Čebíně, Bohdíkově, Lipovci, Šošůvce, Ochozi, Mokré, Březině atd.

## Druhy vápenných pecí z hlediska provozu

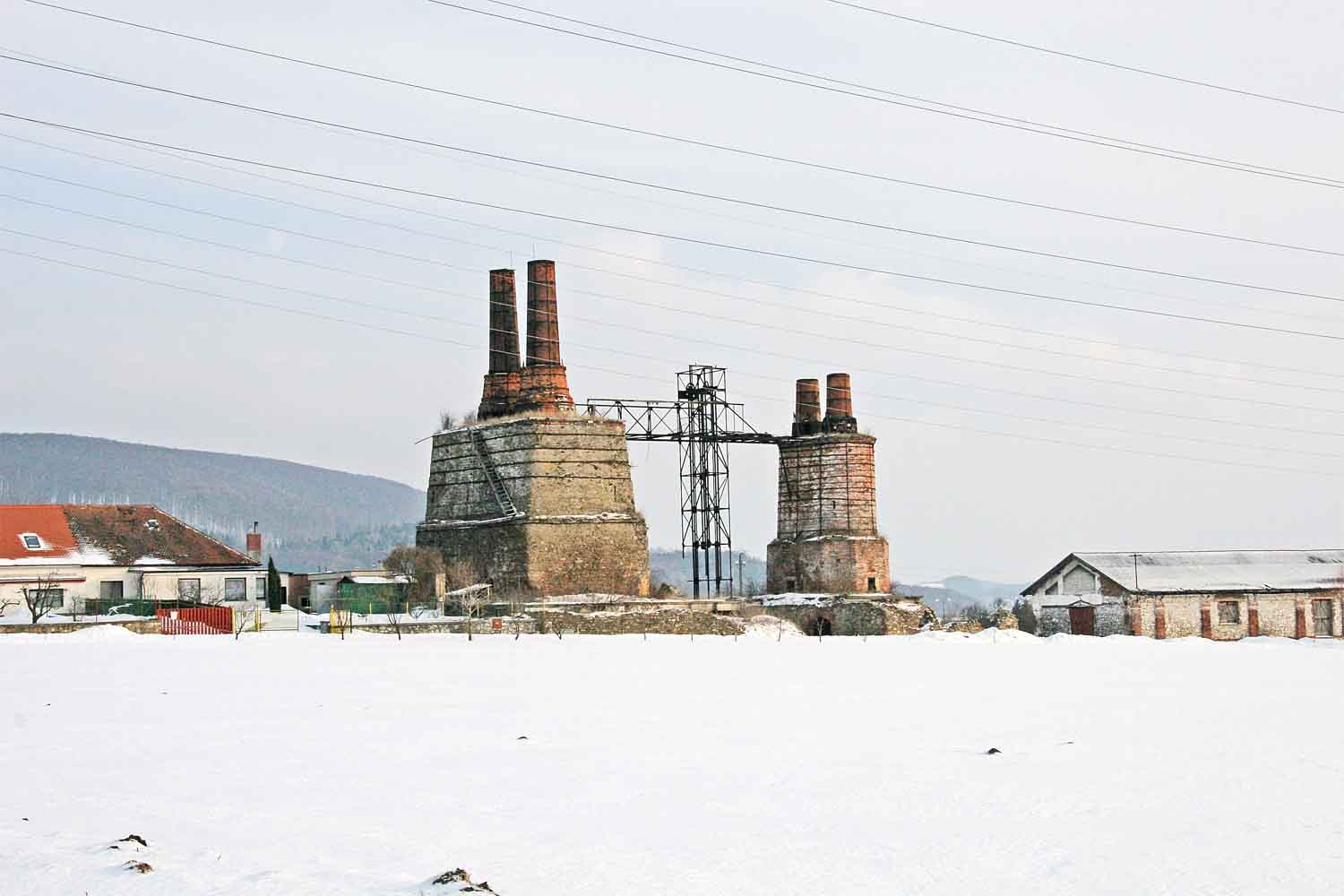
Vápenka v Závratci

Vápenky se dělí dle kontinuity provozu na pece periodické a pece kontinuální.
Pece periodické – již nejsou používány, jedná se o staré typy, používané ve středověku, příp. v malovýrobě i v novověku (selské vápenice). Jejich tvar byl šachtový, vápenky byly opatřeny žáruvzdornou vyzdívkou a zespodu byl rošt, nebo byla vsázka vystavěna do prodyšné klenby, pod kterou bylo topeniště. Do šachty byl vyskádán vápenec, který se překryl vrstvou slámy a "kloboukem" z mazlavé hlíny s otvory. Sláma ihned ze začátku výpalu vyhořela a vznikly dutiny pro odvětrávání spalin. Po vypálení vápna se nechala vápenka vychladnout, aby mohlo být vápno odebráno a připraven další cyklus.
Pece kontinuální – tyto pece se dělí na pece s postupujícím žárovým pásmem, kde vsázka vápence a vypáleného vápna zůstává na jednom místě peciště (pece kruhové), na pece, u kterých žárové pásmo zůstává ve stejné části pece a vsázka se pohybuje (pece šachtové, rotační), a na pece na pálení vápna ve zvířeném stavu.

## Druhy vápenných pecí z konstrukčního hlediska

### Pece kruhové
Vynálezcem kruhové pece je berlínský stavitel Bedřich Hoffmann, který si přihlásil její patent roku 1858. První kruhová pec na našem území byla postavena roku 1868 v Přerově. Princip kruhové pece je jednoduchý. Teplo z vypáleného vápna se využívá k předehřátí spalovacího vzduchu a tepla zplodin hoření se využije k předehřátí vápence. Peciště tvoří souvislý kanál, který umožňuje stálý a nepřetržitý postup ohně. Zdivo pece má v určitých místech navážecí a vyvážecí otvory, které pec rozdělují na určitý počet komor. Každá komora má otvor pro odvádění spalin z pece. Palivo se přikládá otvory v klenbě tzv. sypáky, které se uzavírají litinovými poklopy. Pod sypáky se z vápence skládají topné šachtice, ve kterých se přikládané palivo spaluje.

### Pece šachtové

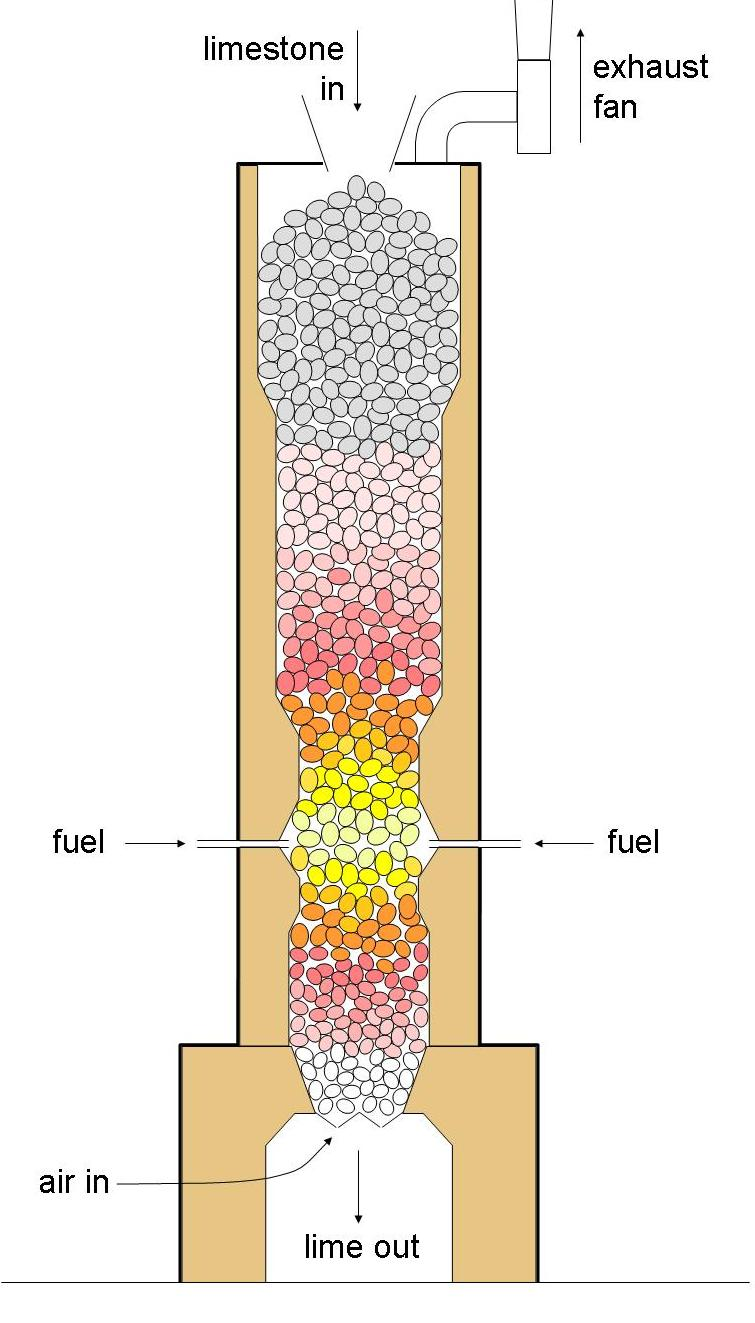
Princip šachtové pece s vnějším (plynovým) topením

Šachtové pece se vyvinuly z polních trychtýřovitých pecí. V převážné většině českých šachtových pecí, zvaných "Pacoldovky," jsou patrné stavební prvky profesora české techniky Jiřího Pacolda. Nejstarší šachtové pece na území ČR byly vybudovány v Železném Brodu v letech 1865 až 1867.
- Šachtové pece s vnějším topením – pec je asi v jedné třetině výšky opatřena topeništěm s rošty na spalování dřeva či uhlí. Nejčastěji jsou zřízena ohniště tři (i více) a jsou rozdělena pravidelně po obvodu pece. Potřebný spalovací vzduch se pecí nasává a prochází popelníkem topenišť k palivu na roštech. Horké spaliny a plameny z tohoto topeniště procházejí do pece a prostupují navezeným vápencem vzhůru. Odspodu je pec opatřena vyhrabovacími otvory, ve vrchní části je prodloužena v komín a opatřena zavážecím otvorem.
- Šachtové pece s vnitřním topením – v těchto pecích se palivo potřebné k výpalu vápna spaluje přímo v peci, a je tam tedy společně s vápencem. Palivem je zpravidla koks. Stejně jako pec s vnějším topením má nahoře zavážecí a dole vyhrabovací otvor.
- Šachtové pece s plynovým topením – jedná se o moderní, vysoce automatizované pece, pracující s umělým tahem a rovnoměrným prohoříváním. Hořáky plynové pece mohou být konstruovány tak, že přivádějí do pece jen plyn. Veškerý spalovací vzduch prochází chladicím pásmem pece a je tedy vysoko předehřátý. Plyn vedený dovnitř pece zvlášť začne hořet teprve po styku s horkým vzduchem. Jiné konstrukce jsou provedeny tak, že část spalovacího vzduchu se přivádí hořáky současně s plynem.